# Artavazd
Artavazd, poznat i po nadimku Ikonoljubac, bio je bizantski velikodostojnik armenskog podrijetla, poznat po tome što je 742. digao ustanak protiv cara Konstantina V., zauzeo Carigrad i sebe proglasio carem.
Leon III. Izaurijski dao je Artavazdu za ženu svoju kćerku, jer mu je, kao upravitelj bizantske teme Armenijaka u Maloj Aziji pomogao da se dokopa prijestolja. Artavazd je pred podanicima nastupio kao štovatelj svetih slika te je borbu za vrhovnu vlast prikazao kao njihovu obranu. Artavazd je zatim napao i potukao Konstantinovu vojsku koja je išla u rat protiv Arapa. Nakon toga se proglasio carem te se u Carigradu dao okruniti. Okrunio ga je patrijarh Anastazija. Uzeo je za suvladara starijega sina Nicefora te je mlađega sina Nicetu imenovao vrhovnim zapovjednikom vojske i povjero mu temu Armenijaka. Tako je u Carigradu štovanje svetih slika bilo ponovno dozvoljeno.
Konstantin V. se sklonio u Amorij, glavni grad anatolijske teme. Dvije su se vojske sukobile pod Sardom (u svibnju 743.) gdje je pobijedio Konstantin. Dana 2. studenog 743. ušao je u Carigrad. Dao je Artavazda i oba njegova sina oslijepiti, a njihovi surdanici su bili ubijeni ili osakaćeni. Patrijarh Anastazije bio je postavljen na magarca okrenut licem prema repu i proveden kroz hipodrom, na izrugivanje mnoštva. Ipak, nije ga dao svrgnuti s patrijarške stolice.

### Članci
- Tadin, Marin. 1984. Bizantinski ikonoklazam ili kipoborstvo (730—843. god.). Crkva u svijetu. Sveučilište u Splitu - Katolički bogoslovni fakultet. Split. 19 (4): 391–405